# 계산원

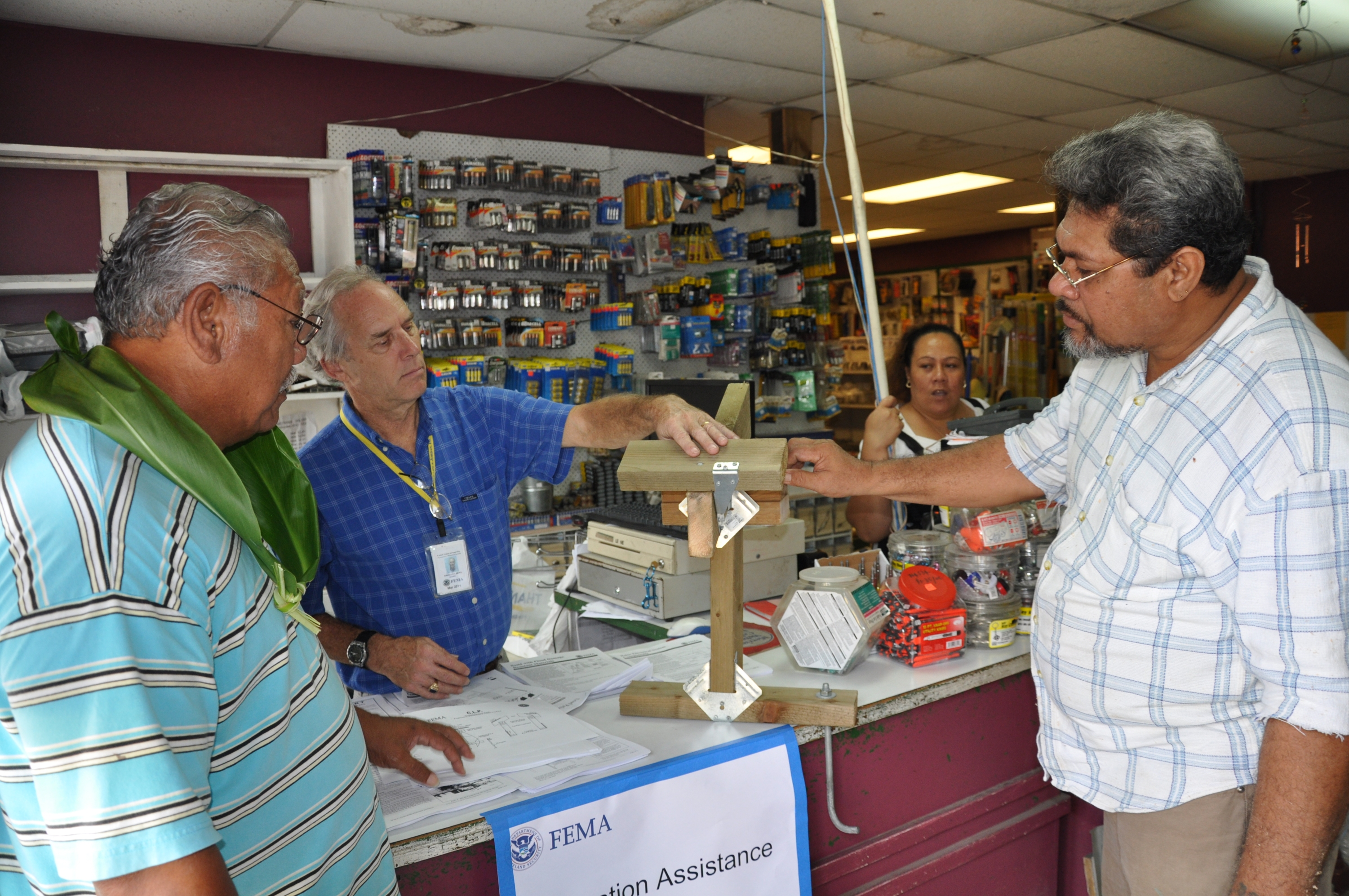
계산원

계산원(計算員)은 마트와 슈퍼마켓 등에서 계산을 해주는 직업이다. 소매점의 판매 시점과 같은 다양한 위치에서 금전 등록기를 처리하는 사람이다. 영어로는 캐시어(cashier)라고 하는데 이 직함의 가장 일반적인 사용은 소매업이지만, 이 직함은 미국에서 알려진 직업을 위해 돈을 받고 지불하는 사람 또는 영국의 지점 은행 내에서 회계 업무의 맥락에서도 사용된다.